# ToldACuccot
A ToldACuccot vagy más néven ToldACuccot.hu egy 2006 óta létező fájlküldő oldal. Ingyenes és egyszerű fájlküldést tesz lehetővé regisztráció nélkül 400 MB adatmennyiségig, regisztrációval 850 MB adatmennyiségig. 
A Toldacuccot fizetős szolgáltatásai (Prémium szolgáltatások) nagyobb feltölthető adatmennyiséget (egészen 2 GB-ig), nagyobb számú letöltési lehetőséget és hosszabb tárolási időt, valamint további értéknövelő szolgáltatásokat biztosítanak. A kuponok illetve az előfizetés ára elsősorban a feltöltött fájlok méretétől függ. A Prémium felhasználóknak támogatást is biztosítanak.
A látogatottsági adatok alapján bekerült az első ezer magyar nyelvű internetportál közé.[mikor?]
A szolgáltatás 2022. június 2-án megszűnt.